# Inžavino
Inžavino è una cittadina della Russia europea centrale, situata nella oblast' di Tambov; appartiene amministrativamente al rajon Inžavinskij, del quale è il capoluogo.